# UGC 15
UGC 15 es una galaxia espiral localizada en la constelación de Piscis.